# 천문학회 목록
천문학 연구 및 교육을 촉진하는 데 전념하는 주목할만한 학회의 목록이다.

## 아프리카
- 아프리카 천문학회

### 남아프리카
- 남아프리카 천문학회

## 아시아

### 중국
- 중국 천문학회

### 인도
- 아카쉬 미트라 만달
- 인도천문학회
- 방갈로르 천문학회 (BAS)
- 인도 아마추어 천문학자 연맹
- IUCAA
- 죠티르비디아 파리잔스타
- 카골 만달
- 카골 비슈와

## 유럽
- 유럽 천문학회
- 유럽 천문학 교육 협회

### 프랑스
- 소시에테 아스트로노미크 드 프랑스
- 프랑스 천문학 및 천체물리학 학회(Société Française d'Astronomie et d'Astrophysique, SF2A)

### 독일
- 천문학회(Astronomische Gesellschaft)

### 그리스
- 그리스 천문학회

### 아일랜드
- 아일랜드 천문학회
- 아일랜드 천문학회 연맹

### 이탈리아
- 유니온 아스트로필리 이탈리안

### 노르웨이
- 노르웨이 천문학회

### 폴란드
- 폴란드 천문학회

### 세르비아
- 루제르 보슈코비치 천문학회

### 터키
- 스페이스터크

### 영국
- 에어드리 천문 협회
- 에든버러 천문학회
- 글래스고 천문학회
- 천문학 센터
- 영국 천문 협회
- 크레이포드 매너 하우스 천문학회
- 천문학회 연맹
- 킬더 천문대 천문학회
- 리버풀 천문학회
- 맨체스터 천문학회
- 멕스버러 및 스윈튼 천문 학회
- 노섬벌랜드 천문학회
- 노팅엄 천문 학회
- 왕립 천문학회
- 대중 천문학회
- 천문사학회

## 북아메리카

### 캐나다
- 캐나다 천문학회
- 캐나다 왕립천문학회

### 멕시코
- 니비루 소시에다드 아스트로노미카
- 소시에다드 아스트로노미카 데 살라파
- 소시에다드 아스트로노미카 데 멕시코
- 소시에다드 아스트로노미카 델 에스타도 데 베라크루즈
- 소시에다드 아스트로노미카 데 미나티틀란
- 소시에다드 아스트로노미카 데 과달라하라
- 소시에다드 아스트로노미카 데 파누코

### 미국
- 피츠버그 아마추어 천문학자 협회
- 미국 변광성 관측자 협회
- 미국 천문학회
- 미국 유성 학회
- 달 및 행성 관측자 협회
- 천문 연맹
- 태평양 천문학회
- 버밍엄 천문학회
- 센트럴 메인 천문 학회
- 에스캄비아(Escambia) 아마추어 천문학자 협회
- 인디애나 천문학회
- 카우아이 과학 및 천문학 교육 협회
- 코페르니크 천문 학회
- 루이빌 천문 학회
- 밀워키 천문 학회
- 모호크 밸리 천문 학회
- NASA 나이트 스카이 네트워크
- SETI 연구소
- 슈리브포트-보시에(Shreveport-Bossier) 천문학회
- 서던 크로스 천 학회

## 오세아니아

### 호주
- 호주 천문학회
- 뉴사우스웨일즈 천문학회
- 사우스오스트레일리아 천문학회
- 빅토리아 천문학회
- 맥아더 천문학회
- 서덜랜드 천문학회
- 질롱(Geelong) 천문학회[1]

### 뉴질랜드
- 더니든 천문학회
- 뉴질랜드 왕립천문학회
- 파카타네(Whakatane) 천문학회

## 남아메리카

### 브라질
- 소시에다드 아스트로노미카 브라질레이라

## 국제적 학회
- 국제유성기구
- 천문학교 교육 네트워크
- 행성 학회

## 같이 보기
- 분류: 천문학 단체 명칭
- 분류: 아마추어 천문단체 명칭